# أيلرت ستانغ لوند
أيلرت ستانغ لوند (بالنرويجية البوكمول: Eilert Stang Lund)‏ هو محامي وقاضي نرويجي، ولد في 15 يوليو 1939 في تونسبرغ في النرويج.